# 지문자

미국 수화에 사용되는 미국 지문자

지문자(指文字, 영어: fingerspelling 또는 manual alphabet)는 수화에서 표현할 수 없는 말을 보충하기 위해 문자언어를 손모양이나 손동작으로 표현하는 것이다. 지문자는 손만을 사용하여 쓰기 체계, 때로는 숫자 체계의 문자를 표현하는 것이다. 이는 농교육에 자주 사용되었으며 이후 여러 수화의 고유한 부분으로 채택되었다. 전 세계적으로 약 40개의 지문자 알파벳이 있다. 역사적으로 지문자 알파벳은 암호 (암호학), 기억술, 조용한 종교 환경에서의 사용을 포함하여 다양한 추가 응용 분야를 가지고 있었다.

## 같이 보기
- 미국 지문자
- 프랑스 지문자
- 한글 지문자